# Ubuntu Studio
Ubuntu Studio er en speciel Ubuntu-distribution med fokus på audio, video og grafik.

## Pakker
- Soma Suite – digital version of an activists radio old spools
- Cinelerra-CV – Linux video redigering
- Jahshaka – effekt og redigeringssystem med hardware acceleration.
- Wired – Professinelt miljø til musikproduktion med mulighed for at optage, redigere og mixe musik.
- Murrine – ?
- Artwork – design af brugergrænseflade/"themes"

## Metapakker

### ubuntustudio-audio (ufuldstændig)
- alsa-tools
- audacity
- xmms
- ardour
- hydrogen
- jACK-sound server daemon
- jAMin
- LilyPond
- mixxx
- MusE
- rosegarden
- TiMidity
- Wired

### ubuntustudio-video
- avidemux – Et lille redigeringsprogram til avi. (especially DivX)
- cinelerra –
- cinepaint
- FFmpeg – Multimedieafspiller, server og encoder
- ffmpeg2theora -
- jahshaka –
- kino –
- stopmotion – Et program til at lave stop motion animationer.

### ubuntustudio-graphics
- inkscape – ET vektor-baseret tegneprogram.
- blender – En meget hurtigt og alsidigt 3D "suite" til modellering, animering, rendering(brug for oversættelse), post-production, interaktiv oprettelse og afspilning.
- gimp – Et raster-baseret tegneprogram.
- gimp-gap – GAP er en samling af plug-ins der udvider GIMPs capabilities til at redigere
- gimp-svg – Et plug-in til import af SVG billeder.
- gimp-dcraw – Et plug-in til import af RAW billeder.
- f-spot – Et personligt foto håndteringsprogram.
- scribus – Et open-source side-layout (DTP) program.
- fontforge – Skrifttype Editor til PS, TrueType og OpenType skrifttyper.
- gnome-raw-thumbnailer – a thumbnailer for GNOME that will make
- xsane – GTK+-baseret X11 forende til SANE. (Scanner Access Now Easy)
- wacom-tools – Software til din Wacom tegnemåtte.
- hugin – En nem at bruge og kryds-platforms grafisk brugerflade til Panorama Tools.
- synfigstudio – En vektor 2D baseret animeringspakke (GUI)